# مارغريت إتش. رايت
مارغريت إتش. رايت (بالإنجليزية: Margaret H. Wright)‏ (و. 1944  م) هي عَالِمَة حاسوب، ورياضياتية أمريكية، ولدت في هانفورد، كينغس، كاليفورنيا، هي عضوةٌ في الأكاديمية الوطنية للعلوم (منذ 2005)، والأكاديمية الأمريكية للفنون والعلوم، ومجتمع الرياضيات الأمريكي، والأكاديمية الوطنية للهندسة.

## التعليم
تعلمت في جامعة ستانفورد، وتحصلت منها على دكتوراة في الفلسفة (حتى 1976).

## جوائز
حصلت على جوائز منها:
- محاضرة نويثر (2000)
- ايتا ز.فالكونر (1998)
- زمالة جمعية الرياضيات الصناعية والتطبيقية
- زميل الجمعية الأمريكية للرياضيات.